# تونی جا
تاچاکورن یروم (تایلندی: ทัชชกร ยีรัมย์)(متولد ۵ فوریه ۱۹۷۶)، که در سطح بین‌المللی با نام تونی جا (به انگلیسی: Tony Jaa) و در تایلند با نام جا فانوم شناخته می‌شود، یک رزمی کار، بازیگر، کارگردان، طراح مبارزه و بدلکار است. از فیلم‌های معرف او می‌توان به اونگ-بک: مبارز موای تای (۲۰۰۳)، تام-یام-گونگ (۲۰۰۵)، منطقه کشتار ۲ (۲۰۱۵) و تهدید سه‌گانه (۲۰۱۹) اشاره کرد.

## فیلم‌شناسی
| سال    | عنوان                      | نقش        |
| ------ | -------------------------- | ---------- |
| ۱۹۹۲   | پادشاه حلقه                |            |
| ۱۹۹۴   | قاتل روانی                 |            |
| ۱۹۹۶   | اسلحه سخت                  |            |
| ۱۹۹۶   | جنگجوی نبرد                |            |
| ۱۹۹۷   | مورتال کامبت: نابودی       |            |
| ۲۰۰۱   | قاتل موای تای              |            |
| ۲۰۰۳   | اونگ-بک: مبارز موای تای    | تینگ       |
| ۲۰۰۴   | محافظ شخصی                 | هایمسلف    |
| ۲۰۰۵   | تام-یام-گونگ               | خام        |
| ۲۰۰۷   | محافظ شخصی ۲               | هایمسلف    |
| ۲۰۰۸   | اونگ بک ۲                  | تیان       |
| ۲۰۱۰   | اونگ بک ۳                  | تیان       |
| ۲۰۱۳   | تام یام گونگ ۲             | خام        |
| ۲۰۱۴   | تجارت پوست                 |            |
| ۲۰۱۵   | خشمگین ۷                   | لوئی تران  |
| ۲۰۱۵   | منطقه کشتار ۲              | چای        |
| ۲۰۱۷   | تریپل اکس: بازگشت زندر کیج |            |
| ۲۰۱۷   | پارادوکس                   |            |
| ۲۰۱۷   | گنگ شو دائو                | فیلم کوتاه |
| ۲۰۱۸   | استاد زد: میراث ایپ من     |            |
| ۲۰۱۹   | تهدید سه‌گانه               | پایو       |
| ۲۰۲۰   | جوجیتسو                    | کیونگ      |
| ۲۰۲۰   | شکارچی هیولا               | شکارچی     |
| ۲۰۲۱   | کارآگاه محله چینی‌ها ۳      |            |
| ۲۰۲۳   | بی‌مصرف‌ها ۴                 |            |
| نامشخص | مردی برمی‌خیزد              |            |

## دربارهٔ تونی جا
- تونی در کودکی درگیر فقر مالی شدیدی بوده‌است.
- تونی در هنرهای رزمی موای تای و جیت کان دو استاد است. وی همچنین در رشته‌های رزمی جودو، آیکیدو، کیوکوشین و تکواندو فعالیت داشته‌است.
- تونی مهارت فیل سواری دارد.
- تونی قبل از بازی در نقشهای اصلی، در چندین فیلم به عنوان بدل‌کار فعالیت داشته‌است.
- به گفته خودش، با دیدن فیلم‌های بروس لی، جکی چان و جت لی به حضور در سینمای رزمی علاقه‌مند شده‌است.
- تونی فیلم اونگ بک ۲ را خود کارگردانی کرده‌است.
- تونی جا در دو فیلم اونگ بک ۲ و اونگ بک ۳ طراح صحنه‌های مبارزه بوده‌است.